# Wilfred Jackson
Wilfred Jackson (24 de enero de 1906-7 de agosto de 1988) fue un animador, compositor, director y arreglista estadounidense, conocido sobre todo por sus creaciones en las series de Mickey Mouse y Silly Symphonies y en el segmento de Night on Bald Mountain/Ave Maria de la película Fantasia de Walt Disney Productions. También jugó un papel decisivo en el desarrollo del sistema con el que Disney agregó música y sonido en Steamboat Willie, la primera caricatura de Mickey Mouse. 
Muchos de los cortos de Silly Symphony fueron dirigidos por él, incluidos The Old Mill (1937), que ganó el Óscar en la década de los 30. Comenzó el proyecto del largometraje Blancanieves y los siete enanitos en 1937, dirigió secuencias en dirigió secuencias en muchas de las principales películas animadas de Disney hasta Lady and the Tramp en 1955, incluida la secuencia animada en Song of the South (1946). Posteriormente, se fue a la televisión, produciendo y dirigiendo las serie Disneyland. Debido a sus problemas de salud, se retiró en 1961. Jackson moriría en 1988 a los 82 años.

## Filmografía
| Año         | Título                                                   | Créditos |
| ----------- | -------------------------------------------------------- | --- |
| 1937        | Blancanieves y los siete enanitos                        | Director (secuencias) |
| 1940        | Pinocho                                                  | Director (secuencias) |
| 1940        | Fantasía                                                 | Director - Segmenti "Night on Bald Mountain/Ave Maria"                                                                                      |
| 1941        | Dumbo                                                    | Director (secuencias) |
| 1943        | Saludos Amigos (corto)                                   | Director (secuencias) |
| 1946        | A Feather in His Collar (corto)                          | Director |
| 1946        | Canción del sur                                          | Director (animación) |
| 1948        | Melody Time                                              | Director (animación) - Segment Johnny Appleseed                                                                                             |
| 1950        | Cenicienta                                               | Director |
| 1951        | Alicia en el país de las maravillas                      | Director |
| 1953        | Peter Pan                                                | Director |
| 1955        | La dama y el vagabundo                                   | Director |
| 1955        | Dateline: Disneyland (Documental para TV)                | Director |
| 1954 - 1959 | The Magical World of Disney (Serie de TV)                | Himself - 1 Episode / Director - 9 Episodes / Segment Director - 2 Episodes / Sequence Director - 1 Episodio / Cartoon Director - 1 Episode |
| 1992        | The Music of Disney: A Legacy in Song (Video documental) | Performer: "Turkey in the Straw" |
| 2002        | American Legends (Video)                                 | Director - Segmento "Johnny Appleseed" |

## Premios y distinciones
Premios Óscar
| Año  | Categoría                  | Galardonado  | Resultado |
| ---- | -------------------------- | ------------ | --------- |
| 1937 | Mejor cortometraje animado | The Old Mill | Ganador   |

Festival Internacional de Cine de Venecia
| Año  | Categoría                  | Galardonado                       | Resultado |
| ---- | -------------------------- | --------------------------------- | --------- |
| 1938 | Premio Especial            | Blancanieves y los siete enanitos | Ganador   |
| 1950 | Premio Especial del Jurado | La cenicienta                     | Ganador   |

Festival Internacional de Cine de Berlín
| Año  | Categoría                              | Película   | Resultado |
| ---- | -------------------------------------- | ---------- | --------- |
| 1951 | Oso de Oro a la Mejor película musical | Cenicienta | Ganador   |